# Ханхай (стадион)
Стадион Ханхай (Чжэнчжоу) (кит. упр. 郑州航海体育场) — многофункциональный спортивный стадион в Чжэнчжоу, провинция Хэнань, КНР. Вмещает 30,000 зрителей, разделен на 26 секторов. Является домашним стадионом для команды второго дивизиона Китая «Хэнань Констракшн». Принимает также легкоатлетические соревнования, концерты и крупные выставочные мероприятия.

## История
Стадион Ханхай был построен в 2002 году. 29 декабря 2009 года футбольный клуб «Хэнань Констракшн» выкупил стадион за 118 млн юаней, став первым профессиональным клубом в КНР, который имеет собственный стадион.